# Sauveterre-de-Comminges
Sauveterre-de-Comminges település Franciaországban, Haute-Garonne megyében. Lakosainak száma 704 fő (2022. január 1.). Sauveterre-de-Comminges Ardiège, Aspret-Sarrat, Barbazan, Cier-de-Rivière, Galié, Génos, Labarthe-Rivière, Luscan, Malvezie, Mont-de-Galié, Payssous és Régades községekkel határos.

## Népesség
A település népessége az elmúlt években az alábbi módon változott:
| Lakosok száma | 745  | 654  | 730  | 721  | 698  | 642  | 634  | 682  | 706  | 704  |
|               | 1968 | 1982 | 1990 | 2006 | 2013 | 2015 | 2017 | 2019 | 2020 | 2022 |